# Śluza (Ermland-Mazurië)
Śluza (Duits: Schleuse) is een plaats in het Poolse woiwodschap Ermland-Mazurië, in het district Gołdap. De plaats maakt deel uit van de gemeente Banie Mazurskie.